# Léo Sachs (Komponist)
Léo Sachs (* 3. April 1856 in Frankfurt am Main; † 13. November 1930 in Paris) war ein französischer Komponist deutscher Herkunft.

## Leben und Werk
Léo Sachs kam in frühester Jugend nach Paris und wurde dort Schüler von Cesare Galeotti.
Bis 1927 war er mit Maurice Ravel und Florent Schmitt Vizepräsident der Société musicale indépendante. Daneben war er auch Vorsitzender der Société française des amis de la musique. Diese Gesellschaft war 1905 nach dem Vorbild der Wiener Gesellschaft der Musikfreunde gegründet worden.
Sachs’ nahezu 200 Werke sind in einem „temperiert-modernistischen Stil“ geschrieben. Darunter befinden sich eine Oper nach Victor Hugos Les Burgraves (Paris 1924), Orchesterwerke wie die symphonischen Dichtungen Retour les cloches, Sur l’eau und Lamento, Kammermusik sowie Orchester- und Klavierlieder.